# Babysdu
Babysdu (nascido Walter Benvindo Correia dos Reis em 31 de agosto de 1998, em Praia, Cabo Verde), anteriormente conhecido como MC Prego Prego, é um cantor, compositor e artista independente cabo-verdiano. Iniciou a carreira musical em 2019 e tornou-se conhecido por misturar ritmos como Afro house, Afrobeat, rap e o tradicional funaná. A sua música mais popular, So Badjon, ultrapassou 6,5 milhões de visualizações no YouTube.

## Carreira
Babysdu começou a sua trajetória musical em 2019, lançando faixas independentes que rapidamente se destacaram no cenário urbano cabo-verdiano. O seu primeiro êxito foi Djo Mama Djo Bua, que chamou a atenção pela originalidade e autenticidade cultural.
O reconhecimento internacional chegou com os temas Txuba e So Badjon, que ultrapassou 6,5 milhões de visualizações no YouTube.
Em abril de 2025, lançou a faixa Pode Poi, em colaboração com UKN, que alcançou a 3.ª posição no YouTube Cape Verde Daily Chart.
Colaborou ainda com artistas como Danni Gato, Vado Mas Ki As e o comediante e rapper brasileiro Whindersson Nunes, conhecido como Lil Whind, na faixa Cabo Verde com 3000Kilo.
Foi nomeado para os Cabo Verde Music Awards com três temas: “Riba Gaita”, “Imagina Só” e “So Badjon”.

## Estilo musical
A música de Babysdu combina géneros modernos como o Afrobeat e o rap com sonoridades tradicionais cabo-verdianas, especialmente o funaná. Esta fusão é central na sua identidade artística. Trabalha de forma independente, sendo responsável pela produção e divulgação dos seus lançamentos.

## Mudança de nome artístico
Com o intuito de reinventar a sua imagem artística e destacar a sua versatilidade, Walter adotou o nome artístico Babysdu. Esta nova fase marcou uma transição para um estilo mais maduro e introspectivo, com composições como “Deus Abençoei”, onde narra as suas experiências de vida e resiliência. Com este novo projeto artístico, pretende valorizar o papel dos MCs e rappers em Cabo Verde, muitas vezes desvalorizados no mercado musical.
O nome Babysdu é também uma homenagem à sua origem humilde e à sua luta por reconhecimento, incorporando o termo “baby” como símbolo de renascimento artístico e humano.

## Discografia selecionada
- Djo Mama Djo Bua (2019)
- Vibe Europa (2021)
- Versatilidade (2022)
- Pipoca (2024)
- So Badjon (2024)
- Pode Poi (com UKN) (2025)
- Cabo Verde (com Lil Whind & 3000Kilo) (2023)